# Prästmon
Prästmon – miejscowość (småort) w Szwecji w gminie Kramfors w regionie Västernorrland. Około 122 mieszkańców.